# Джани Скики
„Джани Скики“ (на италиански: Gianni Schicchi) е комична опера в едно действие на Джакомо Пучини, единствена от този жанр в творчеството на композитора. Сюжетът на творбата се основава на редове от XXX песен от „Ад“ на „Божествена комедия“ на Данте. Автор на либретото е Джовакино Форцано. Операта е последна част на оперния цикъл „Триптих“. Премиерата на целия цикъл е на 14 декември 1918 г., на сцената на нюйоркската Метрополитън опера. В сравнение с другите му части – оперите „Мантията“ и „Сестра Анджелика“, „Джани Скики“ има най-голям успех и се поставя най-често.

## История
Пучини, като почитател на Данте, в началото на 20 век се замисля за създаване на оперен цикъл, който да съдържа теми, илюстриращи трите части на „Божествена комедия“. През годините идеята претърпява промени, но връзката с поемата все пак се осъществява чрез операта „Джани Скики“. Преди това обаче Пучини, в търсенето на подходящ сюжет, разглежда много и различни варианти, включително с авторството на Бърнард Шоу. През февруари на 1917 г. Джовакино Форцано предлага на композитора за третата част на „Триптих“ да се използва сюжет от ХХХ песен от „Ад“ на „Божествена комедия“. Пучини, макар и със съмнения в способността на широката публика да оцени средновековната история за измама във Флоренция, се съгласява.

### Либрето
Джани Скики е реална историческа личност. Семейството Донати, от което произхожда съпругата на Данте, Джема, става жертва на негова измама и Данте, вероятно за отмъщение, включва Скики в своята поема, като го помества в определеното за измамници място – 8-ия кръг на Ада. Измамата на Джани Скики се споменава в поемата само с няколко изречения, твърде малко за основата на либретото. Форцано използва за него съдържанието на един коментар, направен от анонимен автор още през 14 век. Коментарът, достъпен от тритомното издание на поемата от 1866 г., описва история с подмяната на тялото и участието на други персонажи в измамата. Въпросите, свързани с историческата автентичност, либретистът уточнява с помощта на експерт по Данте. От своя страна Форцано, който е родом от Тоскана, за по-реалистичното привързване на ситуацията към Флоренция, включва в текста на либретото забавни идиоматични изрази, типични за региона. Хумористичната атмосфера на операта в голяма степен се създава и благодарение на ремарките, описващи сцените.

### Създаване
Пучини получава първата чернова на либретото през март на 1917 г., през юни окончателният му текст е готов. Композирането започва през септември, през февруари работи над инструментацията. Първата част на партитурата е готова в средата на март, на 20 април партитурата е предадена на неговия издател. Поправките, които композиторът внася по-късно, са незначителни и се отнасят само за тоналността на две арии.

### Премиерни представления
Световната премиера на „Джани Скики“ е на сцената на Метрополитън опера. Изнася се на 14 декември 1918 г. заедно с другите опери на „Триптих“. Публиката реагира сдържано на първите две опери „Мантията“ и „Сестра Анджелика“, и само „Джани Скики“ се радва на бурни аплодисменти и възторжена реакция.
Италианската премиера на „Триптих“ е на 11 януари 1919 г. в Театро „Констанци“ в Рим. В Италия отново най-голям успех има операта „Джани Скики“. Той става повод през февруари същата година Пучини и неговите приятели да основат във Виареджо Клуб „Джани Скики“.
Във Великобритания първото представление на цикъла е на 18 юни 1920 г. в Кралска опера в Лондон. „Джани Скики“ се ползва с най-голям успех и на тази сцена.
Във Франция операта има самостоятелна премиера на 6 ноември 1922 в Опера Комик в Париж. В още няколко европейски страни премиерното представление на „Джани Скики“ се изнася отделно от другите части на „Триптих“.

### Действащи лица
| Роля                                            | Партитура  |
| ----------------------------------------------- | ---------- |
| Джани Скики (50 години)                         | баритон    |
| Лаурета, негова дъщеря (21 години)              | сопран     |
| Дзита, братовчедка на Буозо Донати (60 години)  | контраалт  |
| Ринучо, племенник на Дзита (24 години)          | тенор      |
| Герардо, племенник на Буозо (40 години)         | тенор      |
| Нела, съпруга на Герардо (34 години)            | сопран     |
| Герардино, техен син (7 години)                 | сопран     |
| Бето ди Синя, зет на Буозо (неизвестна възраст) | бас        |
| Симоне, братовчед на Буозо (70 години)          | бас        |
| Марко, син на Симоне (45 години)                | баритон    |
| Чиеска, съпругата на Марко (38 години)          | мецосопран |
| Спинелокио, лекар                               | бас        |
| Амантио ди Николао, нотариус                    | баритон    |
| Пинелино, обущар                                | бас        |
| Гучо, бояджия                                   | бас        |

### Сюжет
Място и време на действието: Флоренция, 1299 г.
Буозо Донати е на смъртно легло. Заобиколен е от скърбящите роднини, които всъщност се надяват да разберат съдържанието на неговото завещание. Между тях са братовчедите му Дзита и Симоне, зет му Бето и племенникът на Дзита, Ринучо. Бето споделя, че е чул слух, според който Буозо ще остави цялото си наследство на манастира. Това силно обезпокоява останалите и те започват усилено да търсят завещанието. Документът е открит от Ринучо, който е убеден, че чичо му ще му остави достатъчно пари. Той моли Дзита да му позволи да се ожени за Лаурета, дъщерята на Джани Скики, който е в града. Дзита му казва, че ако станат богати, може да се ожени за която пожелае. Всички с нетърпение искат завещанието да бъде прочетено. Щастливият Ринучо изпраща малкия Герардино да доведе Скики и Лаурета.
С прочитането на завещанието става ясно, че опасенията на роднините са били верни – Буозо наистина е оставил всичко на манастира. Следва изблик на неодобрение. Обръщат се към Симоне като към най-възрастния и бивш кмет на Фучекио, но той не може да им помогне. Ринучо казва, че само Скики може да им помогне, но другите не одобряват идеята. Дзита и останалите се присмиват на скромния произход на Скики, и обявяват брака с дъщерята на селянина за невъзможен. Ринучо защитава Скики (Avete torto, „Грешите“). Лаурета и баща ѝ пристигат. Скики бързо разбира цялата ситуация. Ринучо го моли за помощ, но Дзита грубо казва Скики да се маха заедно с дъщеря си. Скики гневно отговаря, че не иска да има нищо общо с подобни хора, но Лаурета му се примолва (O mio babbino caro, „О, скъпи мой тате“) и той се съгласява да погледне завещанието. След като първоначално казва, че нищо не може да бъде сторено, променя решението си и отпраща дъщеря си, за да не бъде свидетелка на предстоящото.
Скики иска потвърждение, че никой, освен присъстващите, не знае за смъртта на Буозо. След това заповядва тялото да бъде преместено в друга стая. Почукването на вратата оповестява пристигането на доктор Спинелокио. Скики се скрива зад завесата, и имитирайки гласа на Буозо, казва, че се чувства по-добре. Спинелокио възхвалява лекарските си умения и си тръгва. Скики, доволен от станалото, разкрива плана си (Si corre dal notario, „Изтичва се при нотариуса“) - той ще се дегизира като Буозо и ще продиктува ново завещание. Всички са щастливи и започват да изказват своите желания относно различните вещи и имоти на Буозо, от които най-ценни се оказват мулето, къщата и мелниците в Синя. Чува се погребална камбана и всички започват да се опасяват, че новините за смъртта на Буозо са се разчули. Оказва се фалшива тревога. Роднините се съгласяват да оставят разпределението на вещите на Скики, като всеки един от тях се опитва да го подкупи. Жените му помагат да се преоблече като Буозо (Spogliati, bambolino, „Съблечи се, сладък мой“). Преди да легне в леглото, Скики предупреждава, какво е наказанието за фалшификаторите на завещания и за техните съучастници – отрязване на ръката.
Нотариусът пристига и Скики започва да диктува, но завещава мулето, къщата и мелниците да бъдат оставени на „моя добър приятел Джани Скики“. Роднините са смаяни, но не могат да направят нищо в присъствие на нотариуса. Скики прави жест с ръка, за да им напомни за наказанието. Техният изблик на гняв след като нотариусът си тръгва е противопоставен на любовния дует между Лаурета и Ринучо. Сега те могат да се оженят, тъй като Скики може да осигури зестрата. Той прогонва роднините от къщата, която сега е негова. Трогнат от вида на двамата влюбени Скики се обръща към публиката, искайки тя да се съгласи, че по-хубава полза от богатството на Буозо не може да има.

## Музика
Музиката на „Джани Скики“ е разработена така че да се подчертае гротескния аспект на историята. Ярките мелодии се съчетават с изразителни и динамични речитативи, фриволните моменти се подчертават от дървените духови инструменти, струнните се използват в единствената сантиментална част на операта, арията на Лаурета, „O mio babbino caro“. Тази ария е и най-популярната.

### Арии
- Лаурета – O mio babbino caro
- Ринучо – Firenze e come un albero fiorito
- Джани Скики – In testa la capellina
- Джани Скики – Si corre dal notario

### Инструментация
Оркестърът се състои от следните инструменти:
- Дървени духови инструменти – пиколо, две флейти, два обоя, английски рог, два кларинета, баскларинет, два фагота
- Медни духови инструменти – четири валдхорни, три тромпета, три тромбона, бастромбон
- Ударни – голям барабан, чинели, малък барабан, триангел
- Челеста
- Арфа
- Лъкови струнни инструменти
- Зад сцената – голяма камбана (fis)